# Liste der Wappen im Landkreis Tübingen
Diese Liste beinhaltet alle in der Wikipedia gelisteten Wappen des Landkreises Tübingen in Baden-Württemberg, inklusive historischer Wappen. Fast alle Städte, Gemeinden und Kreise in Baden-Württemberg führen ein Wappen. Sie sind über die Navigationsleiste am Ende der Seite erreichbar.

## Landkreis Tübingen

Wappen des Landkreises Tübingen[1]
Der Landkreis Tübingen in Baden-Württemberg

## Städtewappen im Landkreis Tübingen

Mössingen[2]
Rottenburg am Neckar[3]
Tübingen[4]

## Gemeindewappen im Landkreis Tübingen

Ammerbuch[5]
Bodelshausen[6]
Dettenhausen[7]
Dußlingen[8]
Gomaringen[9]
Hirrlingen[10]
Kirchentellinsfurt[11]
Kusterdingen
Nehren[12]
Neustetten[13]
Ofterdingen[14]
Starzach[15]

## Wappen der ehemaligen Gemeinden im Landkreis Tübingen

Altingen[16]
Bad Niedernau[17]
Baisingen[18]
Bebenhausen[19]
Breitenholz[20]
Bieringen[21]
Bierlingen[22]
Börstingen[23]
Bühl[24]
Derendingen[25]
Dettingen[26]
Eckenweiler[27]
Entringen[28]
Ergenzingen[29]
Felldorf[30]
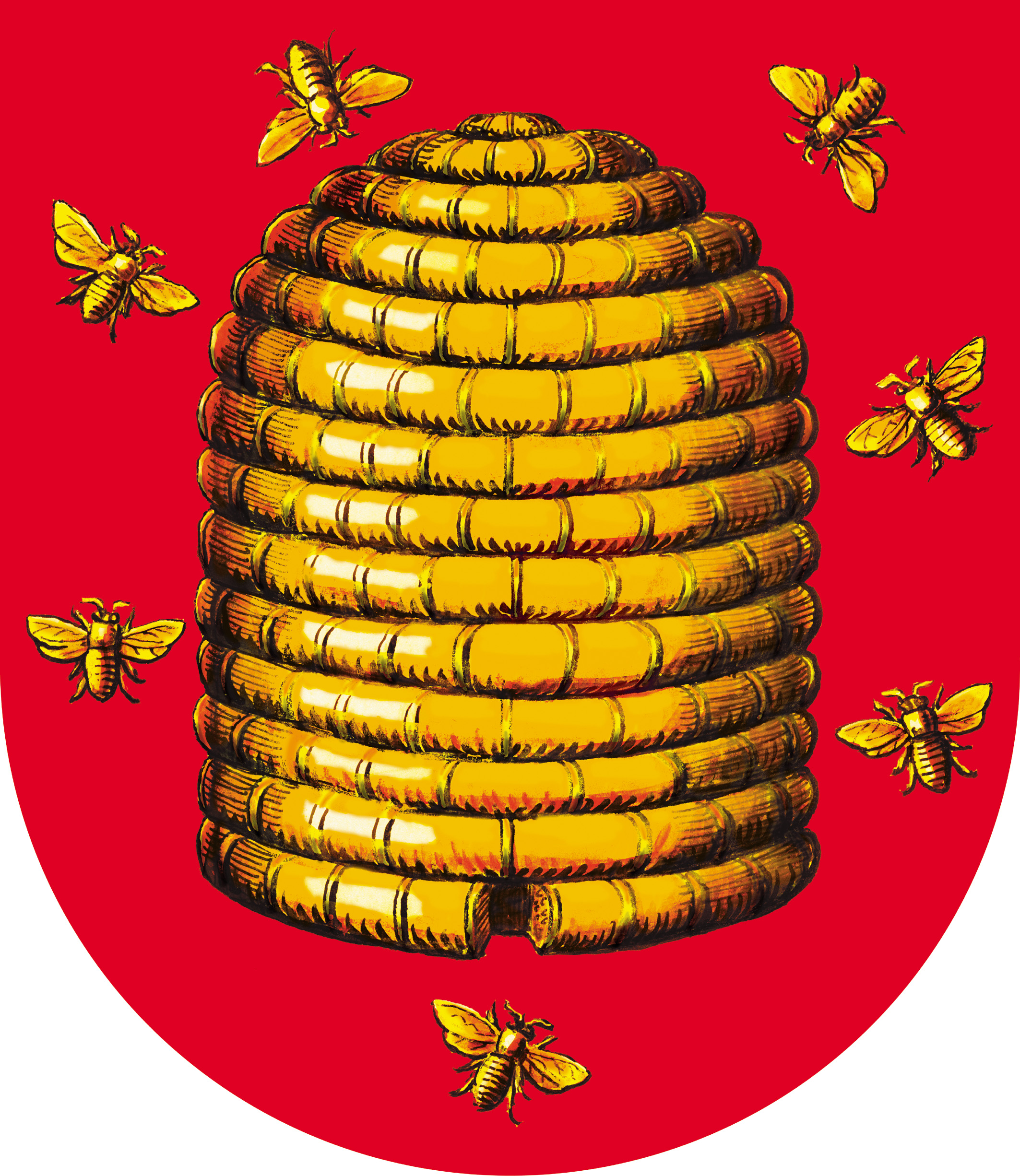
Frommenhausen
Hagelloch[32]
Hailfingen[33]
Hemmendorf[34]
Hirschau[35]
Immenhausen[36]
Jettenburg[37]
Kiebingen[38]
Kilchberg[39]
Kusterdingen[40]
Lustnau[41]
Mähringen[42]
Nellingsheim[43]
Obernau[44]
Oberndorf[45]
Öschingen[46]
Pfäffingen[47]
Pfrondorf[48]
Poltringen[49]
Remmingsheim[50]
Reusten[51]
Schwalldorf[52]
Seebronn[53]
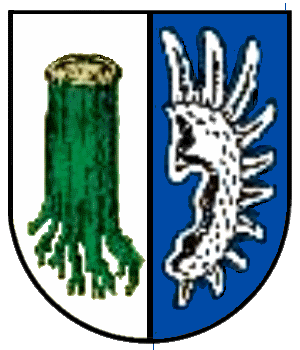
Stockach
Sulzau[55]
Talheim[56]
Unterjesingen[57]
Wachendorf[58]
Wankheim[59]
Weiler[60]
Weilheim[61]
Wendelsheim[62]
Wolfenhausen[63]
Wurmlingen[64]

## Blasonierungen
1. ↑  Landkreis Tübingen: In Silber an einem aus dem Unterrand wachsenden, schräggestellten schwarzen Speer eine dreilatzige rote Fahne.
2. ↑  Mössingen: In Schwarz ein silberner Wellenschräglinksbalken, begleitet oben von drei (2:1) silbernen Schildchen, unten von einem silbernen Schalenbrunnen mit aufsteigendem und zu beiden Seiten niederfallendem silbernem Wasserstrahl.
3. ↑  Rottenburg am Neckar: Geteilt von Silber und Rot.
4. ↑  Tübingen: In Gold an drei roten Trageringen eine dreilatzige rote Fahne; auf dem Schild zwei schräggekreuzte, mit roten, golden geschlitzten Puffärmeln bekleidete Männerarme, die zwei mit den Spitzen aufwärts zeigende schwarze Hirschstange halten.
5. ↑  Ammerbuch: In Gold eine bewurzelte grüne Buche, der Stamm überdeckt mit einem erniedrigten blauen Wellenbalken.
6. ↑  Bodelshausen: In geteiltem Schild oben in Rot ein schreitender goldener Löwe, unten in Gold eine rechtshin liegende schwarze Hirschstange.
7. ↑  Dettenhausen: Unter rotem Schildhaupt, darin eine abgeschnittene, linkshin liegende goldene Gerstenähre, in Gold ein stehender roter Hirsch.
8. ↑  Dußlingen: In Rot ein goldener Löwe.
9. ↑  Gomaringen: In Rot ein offener silberner Flug.
10. ↑  Hirrlingen: In Rot eine gestürzte silberne Pflugschar.
11. ↑  Kirchentellinsfurt: In Rot ein silberner Wellengöpel, oben begleitet von zwei goldenen Kleeblattkreuzen.
12. ↑  Nehren: In Rot ein silberner Sparren.
13. ↑  Neustetten: Unter goldenem Schildhaupt, darin ein schwarzer Schwurstab, in Rot ein silberner Sparren, begleitet von drei sechsstrahligen goldenen Sternen.
14. ↑  Ofterdingen: In Blau eine goldene Garbe mit pfahlweis durchgestecktem, nach rechts gewendetem goldenem Dreschflegel.
15. ↑  Starzach: In goldenem Schild zwei schräglinke blaue Wellenleisten, begleitet außen von je einer, innen von drei fünfblättrigen roten Rosen.
16. ↑  Altingen: In Rot ein goldener Abtsstab, beheftet mit zwei schräggekreuzten goldenen Ähren, die Kreuzung überdeckt durch eine gestürzte silberne Pflugschar.
17. ↑  Bad Niedernau: Über silbernem Wellenschildfuß in Schwarz ein goldener Sparren.
18. ↑  Baisingen: In Gold eine bewurzelte grüne Linde, die Wurzeln belegt mit einer gestürzten blauen Pflugschar.
19. ↑  Bebenhausen: In Grün ein von Rot und Silber doppelreihig geschachter Schräglinksbalken.
20. ↑  Breitenholz: In Rot ein S-förmiges silbernes Wolfseisen.
21. ↑  Bieringen: In Blau ein silberner Wellenbalken, begleitet oben von einem sechsstrahligen goldenen Stern, unten von einer schräggestellten silbernen Lilie an grünem Stiel.
22. ↑  Bierlingen: In Silber ein rotes Herz, aus dem oben drei fünfblättrige, golden besamte rote Rosen wachsen, überhöht von einem achtstrahligen goldenem Stern.
23. ↑  Börstingen: In Rot drei schräggestellte silberne Pfeile.
24. ↑  Bühl: In Blau zwei schräggekreuzte silberne Hellebarden.
25. ↑  Derendingen: In Blau ein steigender silberner Halbmond, darüber ein, darunter drei (2:1) sechsstrahlige sinkende silberne Sterne.
26. ↑  Dettingen: In von Silber und Rot geteiltem Schild oben eine gestürzte rote Pflugschar.
27. ↑  Eckenweiler: Unter goldenem Schildhaupt, darin eine liegende schwarze Hirschstange, in Blau auf grünem Boden ein silbernes Haus mit Treppengiebel.
28. ↑  Entringen: Unter goldenem, mit einer liegenden schwarzen Hirschstange belegtem Schildhaupt, in Rot eine silberne, nach rechts schwimmende Ente.
29. ↑  Ergenzingen: In geteiltem Schild oben in Blau aus der Teilung wachsend fünf silberne Zweige mit herzförmigen, silbernen Blättern, unten in Silber ein schwarzes Rautengitter.
30. ↑  Felldorf: Auf einem Boden ein aufgerichteter Löwe. (Ortsbildzeichen ohne festgelegte Farben, kein gültiges Wappen)
31. ↑  Frommenhausen: In Rot ein goldener Bienenstock, umschwirrt von sechs goldenen Bienen.
32. ↑  Hagelloch: Unter einem von Gold und Grün geteilten Schildhaupt in Gold ein grüner, zum rechten Schildrand anwachsender Berg, den drei (2:1) schwarze Eber hinauflaufen.
33. ↑  Hailfingen: In gespaltenem Schild vorne in Rot ein silberner Balken, hinten in Silber ein durchgehendes rotes Kreuz mit zwei schräglinks gestellten Querbalken.
34. ↑  Hemmendorf: In Blau ein aufgerichteter, rot bewehrter und rot bezungter goldener Löwe, oben rechts ein silbernes Johanniterkreuz.
35. ↑  Hirschau: In Rot auf grünem Dreiberg, belegt mit einem goldenen Reichsapfel, ein linkshin springender goldener Hirsch, der eine goldene Weintraube im Maul hält.
36. ↑  Immenhausen: In Grün drei (2:1) goldene Bienen (Immen).
37. ↑  Jettenburg: In Blau zwei pfahlweis gestellte silberne Stäbe mit Blattbüscheln.
38. ↑  Kiebingen: In Rot ein breiter silberner Schrägbalken, belegt mit einem roten Kreuz.
39. ↑  Kilchberg: In Blau ein steigender goldener Halbmond, darüber ein, darunter drei (2:1) sechsstrahlige sinkende goldene Sterne.
40. ↑  Kusterdingen: In Silber ein kampfbereiter, rot bezungter Rabe. (Wappen des Ortsteils Kusterdingen, die Gemeinde Kusterdingen hat kein neues Wappen angenommen)
41. ↑  Lustnau: In Blau ein silber bezungter, silberner Hirschkopf.
42. ↑  Mähringen: In gespaltenem Schild vorne in Silber ein halber roter Hirschkopf am Spalt, hinten in Rot eine aus der Spaltung wachsende silberne Rechthand, die einen silbernen Stab hält.
43. ↑  Nellingsheim: Unter silbernem Schildhaupt, darin ein rotes Sensenblatt, in Rot ein silberner Sparren.
44. ↑  Obernau: In Blau drei (2:1) golden bewehrte, rot bezungte silberne Adlerrümpfe.
45. ↑  Oberndorf: In Rot ein silberner Pfahl, darin auf grünem Dreiberg eine grüne Tanne.
46. ↑  Öschingen: In gespaltenem Schild vorne in Rot ein silberner Sparren, hinten in Silber ein rot bewehrter, rot bezungter schwarzer Löwe.
47. ↑  Pfäffingen: In Blau ein silberner Querbalken, begleitet von je einem sechsstrahligen Stern.
48. ↑  Pfrondorf: In Gold auf gestümmeltem rotem Ast ein sitzendes rotes Eichhörnchen, das in den Vorderpfoten einen roten Tannenzapfen hält.
49. ↑  Poltringen: In Silber auf grünem Dreiberg ein stehender, rotbezungter schwarzer Eber, darüber eine fünfblättrige rote Rose.
50. ↑  Remmingsheim: In Gold ein pfahlweis gestellter schwarzer Schwurstab, beiderseits begleitet von je zwei sechsstrahligen schwarzen Sternen übereinander.
51. ↑  Reusten: In Gold ein roter Schräglinksbalken, darüber eine rote Königskrone, darunter ein grüner Lindenzweig.
52. ↑  Schwalldorf: In Silber ein blauer Wellenbalken, darüber eine linkshin fliegende blaue Schwalbe, darunter eine liegende blaue Turmschnecke.
53. ↑  Seebronn: In Rot ein schwebender rechteckiger zweiröhriger laufender silberner Brunnen, auf dem Brunnenpfeiler ein rechtsgewendeter, mit dem Kopf aufliegender, S-förmig gekrümmter silberner Delphin.
54. ↑  Stockach: In gespaltenem Schild vorne in Silber ein bewurzelter grüner Baumstumpf (Stock), hinten in Blau ein silberner Adlerflügel.
55. ↑  Sulzau: In Silber eine rote Blumenvase, aus der fünf golden besamte rote Rosen an grünen Stengeln wachsen.
56. ↑  Talheim: In geteiltem Schild oben in Silber ein schreitender, rot bezungter blauer Leopard, unten in Blau ein silberner Pflug.
57. ↑  Unterjesingen: In Silber ein blauer Wellenschräglinksbalken, darüber ein goldener Krummstab, begleitet oben rechts von einem, unten links von zwei dreiblättrigen grünen Kleeblättern.
58. ↑  Wachendorf: In geteiltem Schild oben in Gold ein grüner Apfelbaum mit roten Äpfeln, unten in Rot drei (2:1) silberne Herzen.
59. ↑  Wankheim: In Gold über drei (1:2) schwarzen Ballen ein blauer Adlerflügel.
60. ↑  Weiler: In von Silber und Rot geteiltem Schild ein Zinnenturm in verwechselten Farben.
61. ↑  Weilheim: Unter silbernem Schildhaupt, darin eine mit den Enden nach rechts liegende blaue Hirschstange, in Blau eine gestürzte silberne Pflugschar.
62. ↑  Wendelsheim: In Blau eine goldene Färberhaspel sechsstrahliger Stern, dessen fünf untere Spitzen wie die Arme eines Johanniterkreuzes geformt sind, die obere Spitze in der Form eines oben rechts in einen Haken auslaufenden Stabs.
63. ↑  Wolfenhausen: Unter schwarzem Schildhaupt, darin ein liegender silberner Schwurstab, in Silber ein schreitender, rot bewehrter, rot bezungter schwarzer Wolf.
64. ↑  Wurmlingen: In Silber ein aus einem grünen Dreiberg wachsender, feuerspeiender, rot bewehrter schwarzer Lindwurm.

## Weitere Quellen
- Der Landkreis Tübingen. Amtliche Kreisbeschreibung. Staatliche Archivverwaltung Baden-Württemberg (Hrsg.), 3 Bände, 1967–74
- Webpräsenzen der Städte Rottenburg am Neckar und Tübingen